# وارد کردن یونیکد

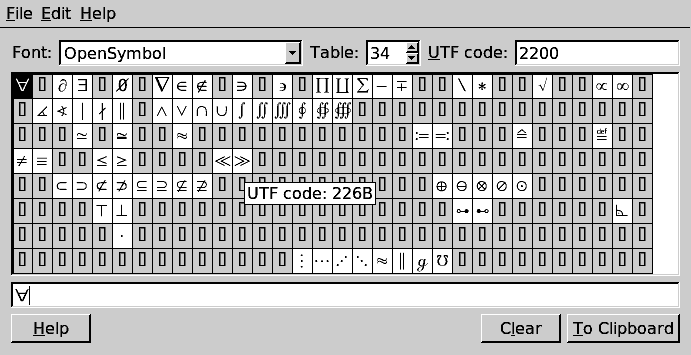
unicode

برای آن که در ویندوز بتوان کاراکترهای یونی‌کد را وارد کرد؛ ابتدا باید در برنامه رجیستری مقدار پارامتر EnableHexNumpad را برابر ۱ گذاشت. این پارامتر از نوع REG_SZ است و در آدرس زیر قرار دارد:
HKEY_CURRENT_USER\Control Panel\Input Method\EnableHexNumpad
پس از انجام این کار باید سیستم را ریست کرد. حال در حالی که کلید Alt را فشرده نگه داشته‌ایم ابتدا کلید + که در سمت راست صفحه کلید قرار دارد را فشار داده و پس از آن کد حرف یونی‌کد دلخواه در مبنای ۱۶ را وارد می‌کنیم و نهایتا کلید Alt را رها می‌کنیم.
برای مثال برای وارد کردن عددهای ۰ تا ۹ با شکل فارسی باید Alt+6F0 تا Alt+6F9 را وارد کرد.

## همچنین ببینید
ویکی‌پدیا:فارسی‌نویسی